# Thoralf Peters
Thoralf Peters (* 13. Januar 1968 in Güstrow) ist ein ehemaliger deutscher Ruderer. 1992 gewann er bei den Olympischen Spielen die Silbermedaille im Vierer mit Steuermann.
Thoralf Peters ruderte bis 1990 für die SG Dynamo Potsdam und danach für den Nachfolgeverein Potsdamer Ruder-Gesellschaft. 1989 stieg Peters für Bernd Niesecke in den Vierer, der in Seoul Olympiasieger geworden war. Der Potsdamer Vierer in der Besetzung Frank Klawonn, Bernd Eichwurzel, Thoralf Peters, Karsten Schmeling und Steuermann Hendrik Reiher gewann die DDR-Meisterschaft; bei der Weltmeisterschaft in Bled belegte das Boot den vierten Platz. 1990 gewannen Peters und Klawonn zusammen mit Uwe Schmidt die letzte DDR-Meisterschaft im Zweier mit Steuermann, bei der Weltmeisterschaft in Tasmanien erreichte der Zweier den sechsten Platz.
1991 siegten Klawonn, Peters und Reiher bei der Deutschen Meisterschaft im Zweier mit Steuermann, bei der Weltmeisterschaft belegte das Boot den fünften Platz. 1992 formte Trainer Bernd Landvoigt einen Vierer mit Steuermann mit Ruderern aus drei Berliner Vereinen und der Potsdamer Ruder-Gesellschaft. Karsten Finger, Thoralf Peters, Ralf Brudel und Uwe Kellner wurden von Hendrik Reiher gesteuert. Der neu zusammengestellte Vierer siegte bei der Deutschen Meisterschaft 1992. Bei den Olympischen Spielen 1992 gewann das Boot mit einer Sekunde Rückstand auf den rumänischen Vierer die Silbermedaille.